# Hartwig ze Stade
Hartwig ze Stade (ur. przed 1118, zm. 11 października 1168) – arcybiskup Hamburga-Bremy od 1148.

## Życiorys
Hartwig był najmłodszym synem margrabiego Marchii Północnej Rudolfa I z rodu hrabiów Stade oraz Ryszardy, córki Hermana ze Sponheim, burgrabiego Magdeburga. Został przeznaczony do stanu duchownego. Swoją karierę rozpoczął jako kanonik w Magdeburgu. Na przełomie 1142 i 1143 roku został prepozytem kapituły katedralnej w Bremie, zawierając jednocześnie układ, zgodnie z którym w przypadku bezpotomnej śmierci brata Hartwiga, Rudolfa II, dobra hrabiów Stade położone na terenie archidiecezji miały przypaść arcybiskupom Bremy. Jednak gdy Rudolf zginął w 1144 roku, zabity przez chłopów z Dithmarschen, dobra hrabiów przejął książę saski Henryk Lew. Mimo to pozycja Hartwiga w Bremie była na tyle mocna, że w 1148 roku został wybrany na arcybiskupa.
Pontyfikat Hartwiga wypełnił konflikt z Henrykiem Lwem, przede wszystkim o prawo inwestytury biskupów na terenach Słowian połabskich. Udział Hartwiga w skierowanych przeciwko potężnemu księciu koalicjach nie przyniósł efektu, podobnie jak i działania zbrojne podjęte w 1154 roku mające na celu odzyskanie Stade. Sporne prawa inwestytury zostały potwierdzone na rzecz Henryka przez króla Fryderyka I Barbarossę, a arcybiskupstwo na pewien czas zostało faktyczne podporządkowane księciu saskiemu. Także prowadzone z poparciem królewskim starania o odzyskanie utraconej na początku stulecia zwierzchności Bremy nad kościołem w Skandynawii (nawet mimo uwięzienia przez Fryderyka arcybiskupa Lund Eskila) pozostały bezskuteczne.
Hartwig odniósł natomiast sukces w akcji osuszania i kolonizacji podmokłych terenów nad dolną Wezerą i Łabą. Działania te stanowiły także przykład dla dalszych podobnych przedsięwzięć w północnych Niemczech.